# 隐芒果蛛
隐芒果蛛（学名：Mangora inconspicus）为园蛛科芒果蛛属的动物。在中国大陆，分布于甘肃等地。该物种的模式产地在甘肃。